# Рокетница (гмина, Ярославский повет)
Рокетница (пол. Rokietnica) — сельская гмина (волость) в Польше, входит как административная единица в Ярославский повет, Подкарпатское воеводство. Население 4419 человек (на 2004 год).

## Демография
| Перепись                       | Всего   | Всего | Женщины | Женщины | Мужчины | Мужчины |
| ------------------------------ | ------- | ----- | ------- | ------- | ------- | ------- |
| Единицы                        | человек | %     | человек | %       | человек | %       |
| Население                      | 4419    | 100   | 2245    | 50,8    | 2174    | 49,2    |
| Плотность населения (чел./км²) | 77,1    | 77,1  | 39,1    | 39,1    | 37,9    | 37,9    |

## Сельские округа
1. Челятыце
2. Рокетница
3. Тапин
4. Тулигловы
5. Воля-Рокетницка

## Соседние гмины
1. Гмина Хлопице
2. Гмина Кшивча
3. Гмина Розвеница
4. Гмина Журавица